# 奈良市立興東館柳生中学校
奈良市立興東館柳生中学校（ならしりつ こうとうかんやぎゅうちゅうがっこう）は、奈良県奈良市大柳生町にある公立中学校。

## 沿革
- 2015年（平成27年）4月1日 - 奈良市立興東中学校と奈良市立柳生中学校を統合し開校。

## 通学区域
- 奈良市立柳生小学校通学区域、奈良市立興東小学校通学区域（大平尾町の一部、中ノ川町を除く。）[1]

## 通学区域が隣接している学校
- 奈良市立若草中学校
- 奈良市立田原中学校
- 山添村立山添中学校
- 奈良市立月ヶ瀬中学校
- （京都府）相楽東部広域連合立笠置中学校
- （京都府）木津川市立泉川中学校